# 臭独行菜
臭独行菜（学名：Lepidium didymum），又名臭滨芥、芸芥、臭芸芥、臭荠，为十字花科独行菜属下的一个种。